# بيتشتري سيتي
بيتشتري سيتي (بالإنجليزية: Peachtree City, Georgia)‏ هي مدينة تقع في مقاطعة فاييت، جورجيا بولاية جورجيا في الولايات المتحدة. تبلغ مساحة هذه المدينة 61.9 (كم²)، وترتفع عن سطح البحر 274 م، بلغ عدد سكانها 34364 نسمة في عام 2010 حسب إحصاء مكتب تعداد الولايات المتحدة.

## التركيبة السكانية
حدّد مكتب تعداد الولايات المتحدة بيانات التركيبة السكانية لبيتشتري سيتي في تعداد الولايات المتحدة. في ما يلي، التركيبة السكانية حسب تعدادي 2000 و2010.

### تعداد عام 2000
بلغ عدد سكان بيتشتري سيتي 31,580 نسمة بحسب تعداد عام 2000، وبلغ عدد الأسر 10,876 أسرة وعدد العائلات 8,875 عائلة مقيمة في المدينة. في حين سجلت الكثافة السكانية 468.1 نسمة لكل كيلومتر مربع (1,212.4/ميل2). وبلغ عدد الوحدات السكنية 11,313 وحدة بمتوسط كثافة قدره 167.7 لكل كيلومتر مربع (434.3/ميل2).
وتوزع التركيب العرقي للمدينة بنسبة 87.66% من البيض و6.11% من الأمريكيين الأفارقة و0.16% من الأمريكيين الأصليين و3.70% من الأمريكيين ذوي الأصول الآسيوية و0.03% من سكان جزر المحيط الهادئ و0.92% من الأعراق الأخرى و1.43% من عرقين مختلطين أو أكثر و3.75% من الهسبانيون أو اللاتينيون من أي عرق.
بلغ عدد الأسر 10,876 أسرة كانت نسبة 48.7% منها لديها أطفال تحت سن الثامنة عشر تعيش معهم، وبلغت نسبة الأزواج القاطنين مع بعضهم البعض 70.8% من أصل المجموع الكلي للأسر، ونسبة 8.4% من الأسر كان لديها معيلات من الإناث دون وجود شريك،  بينما كانت نسبة 2.4% من الأسر لديها معيلون من الذكور دون وجود شريكة وكانت نسبة 18.4% من غير العائلات. تألفت نسبة 16% من أصل جميع الأسر من عدة أفراد يعيشون في نفس المنزل ونسبة 5.7% كانت تتألف من شخص يعيش بمفرده يبلغ من العمر 65 عاماً أو أكثر. وبلغ متوسط حجم الأسرة المعيشية 2.89، أما متوسط حجم العائلات فبلغ 3.25.
بلغ العمر الوسطي للسكان 37.5 عاماً. وكانت نسبة 31.6% من القاطنين تحت سن الثامنة عشر، وكانت نسبة 5.8% بين الثامنة عشر والرابعة والعشرين عاماً، ونسبة 28.5% كانت واقعةً في الفئة العمرية ما بين الخامسة والعشرين والرابعة والأربعين عاماً، ونسبة 26.1% كانت ما بين الخامسة والأربعين والرابعة والستين، ونسبة 7.5% كانت ضمن فئة الخامسة والستين عاماً فما فوق. يوجد لكل 100 أنثى 95.7 ذكر، ويوجد لكل 100 أنثى في الثامنة عشر من عمرها فما فوق 91.4 ذكر.
بلغ متوسط دخل الأسرة في المدينة 76,458 دولارًا، أما متوسط دخل العائلة فبلغ 84,398 دولارًا. وكان متوسط دخل الذكور 62,313 دولارًا مقابل 33,635 دولارًا للإناث. وسجل دخل الفرد الخاص بالمدينة 31,667 دولارًا. وكانت نسبة 1.7% من العائلات ونسبة 2.3% من السكان تحت خط الفقر، وكان من هؤلاء نسبة 3.2% تحت سن الثامنة عشر ونسبة 3.7% في الخامسة والستين من العمر وما فوق.

### تعداد عام 2010
بلغ عدد سكان بيتشتري سيتي 34,364 نسمة بحسب تعداد عام 2010، وبلغ عدد الأسر 12,726 أسرة وعدد العائلات 9,861 عائلة مقيمة في المدينة. في حين سجلت الكثافة السكانية 509.4 نسمة لكل كيلومتر مربع (1,319.3/ميل2). وبلغ عدد الوحدات السكنية 13,538 وحدة بمتوسط كثافة قدره 200.7 لكل كيلومتر مربع (519.8/ميل2).
وتوزع التركيب العرقي للمدينة بنسبة 82.34% من البيض و7.44% من الأمريكيين الأفارقة و0.25% من الأمريكيين الأصليين و5.31% من الأمريكيين ذوي الأصول الآسيوية و0.07% من سكان جزر المحيط الهادئ و2.17% من الأعراق الأخرى و2.42% من عرقين مختلطين أو أكثر و7.11% من الهسبانيون أو اللاتينيون من أي عرق.
بلغ عدد الأسر 12,726 أسرة كانت نسبة 40.2% منها لديها أطفال تحت سن الثامنة عشر تعيش معهم، وبلغت نسبة الأزواج القاطنين مع بعضهم البعض 65.3% من أصل المجموع الكلي للأسر، ونسبة 9.5% من الأسر كان لديها معيلات من الإناث دون وجود شريك،  بينما كانت نسبة 2.7% من الأسر لديها معيلون من الذكور دون وجود شريكة وكانت نسبة 22.5% من غير العائلات. تألفت نسبة 19.9% من أصل جميع الأسر من عدة أفراد يعيشون في نفس المنزل ونسبة 7.7% كانت تتألف من شخص يعيش بمفرده يبلغ من العمر 65 عاماً أو أكثر. وبلغ متوسط حجم الأسرة المعيشية 2.69، أما متوسط حجم العائلات فبلغ 3.10.
بلغ العمر الوسطي للسكان 41.7 عاماً. وكانت نسبة 27.5% من القاطنين تحت سن الثامنة عشر، وكانت نسبة 6% بين الثامنة عشر والرابعة والعشرين عاماً، ونسبة 21.7% كانت واقعةً في الفئة العمرية ما بين الخامسة والعشرين والرابعة والأربعين عاماً، ونسبة 32.7% كانت ما بين الخامسة والأربعين والرابعة والستين، ونسبة 12% كانت ضمن فئة الخامسة والستين عاماً فما فوق. وتوزع التركيب الجنسي للسكان بنسبة 48.3% ذكور و51.7% إناث.

## أعلام
- كيفن كينغ
- تروي ستارك
- هوليس إل. هاريس

## وصلات خارجية
- Cities & Counties - Georgia.gov